# Partito del Congresso del Malawi
Il Partito del Congresso del Malawi (in inglese Malawi Congress Party - MCP) è un partito politico fondato in Malawi nel 1959.
Fu il partito unico del Paese durante il regime di Hastings Banda, presidente del Malawi a vita dal 1966 al 1994.

## Risultati elettorali
| Elezione          | Voti    | %    | Seggi    |
| ----------------- | ------- | ---- | -------- |
| Parlamentari 2004 | 785.671 | 24,8 | 57 / 193 |
| Parlamentari 2009 | 562.859 | 12,9 | 26 / 193 |
| Parlamentari 2014 | 895.659 | 17,4 | 48 / 193 |
| Parlamentari 2019 |         |      | 55 / 193 |

| Elezione           | Candidato        | Voti      | %    | Esito      |
| ------------------ | ---------------- | --------- | ---- | ---------- |
| Presidenziali 2004 | John Tembo       | 937.965   | 28,2 | Non eletto |
| Presidenziali 2009 | John Tembo       | 1.365.672 | 30,5 | Non eletto |
| Presidenziali 2014 | Lazarus Chakwera | 1.455.880 | 27,8 | Non eletto |
| Presidenziali 2019 | Lazarus Chakwera | 1.781.740 | 35,4 | Non eletto |